# بي باتل بيرست سيرج
بي باتل بيرست سيرج ، والمعروف في اليابان باسم بي بليد بيرست سباركينج أو (باليابانية: ベイブレードバースト超王، بالروماجي: Beiburēdo Bāsuto Supākingu)، هي سلسلة رسوم متحركة أصلية على شبكة الإنترنت لعام 2020 والموسم الخامس من بي باتل بيرست. أُنتج المسلسل بواسطة أساتسو DK وتم تحريكه بواسطة OLM، حيث بدأ بثه في اليابان على "كوروكورو كوميك" و قنوات تاكارا تومي على اليوتيوب في 3 من أبريل 2020. وفي 15 سبتمبر 2020، أعلن عن أن الموسم سيستقبل البث التلفزيوني على طوكيو إم إكس في 5 من أكتوبر 2020. عرض الأنمي بالدبلجة الإنجليزية لأول مرة على ديزني إكس دي في الولايات المتحدة في 20 من فبراير 2021. كما عُرض أيضًا على سبيستون غو في 30 من أبريل 2024 وتمت تسميته ببي باتل بيرست سيرج. وموضوع الافتتاح الياباني هو "سباركينغ ريفوليشن" بينما موضوع النهاية الياباني هو نسخة آلية من "سباركينغ ريفوليشن". وموضوع الافتتاح باللغة الإنجليزية هو "لقد حصلنا على الدوران" بواسطة كونراد بينما موضوع النهاية باللغة الإنجليزية هو أداة لأغنية "لقد حصلنا على الدوران".

## ملخص القصة
من أعلى قمة العالم يظهر أساطير البلابل وهم مجموعة مختارة من الاعبين الذين وضعوا معيار لطموحهم الذي يريدون أن يحققوه حيث لم ينجح أي منافس حتى الآن في اختراق صفوفهم.
أسطورة بين الأساطير ومباراة تستضيف شهاب في استعراضية تضم فئة ثورية من البلابل: "أساطير البلابل" وهي مستوحاة من أحد المعارك، حيث يخرج شقيقان مجهولان وهم آسر وزاهر، هذان الأخوان الذين يحلمون بأن يتقدمون على نخبة اللاعبين في البلابل. ولكن يحيط بالأخوين تحدي بأساطير البلابل في العالم، حيث تنشأ بطولة جديدة لتحديد من هو الأفضل من بينهم. وفي وسط هذه الفوضى يوجد لاعب فريد من نوعه يكتنفه الغموض. ولكن هل سيكون آسر وزاهر الشرارة التي تشعل ثورة البلابل؟
ومع وجود البلابل المنيرة بين أيديهم، فإن الأخوة مستعدون لبدء أسطورة النمو والمغامرة الخاصة بهم.

## قائمة الحلقات
| رقم الحلقة               | عنوان الحلقة                   | تفاصيل الحلقة             |
| العالم العربي (المدبلجة) | الدبلجة (العربية)              | تاريخ عرض الدبلجة العربية |
| ------------------------ | ------------------------------ | ------------------------- |
| 1                        | تجديد في عالم البلابل          | 30 أبريل 2024             |
| 2                        | إطلاق البلبل الصّاعق            | 30 أبريل 2024             |
| 3                        | ضربة القنديل                   | 30 أبريل 2024             |
| 4                        | استمع إلى صوت بلبلك            | 7 مايو 2024               |
| 5                        | التنين المخادع - براثن السراب  | 14 مايو 2024              |
| 6                        | فريق الأحلام - نزال ثنائي      | 21 مايو 2024              |
| 7                        | اجتياح حصن الوحش               | 28 مايو 2024              |
| 8                        | الشمس السوداء - الوثاب المتغيّر | 4 يونيو 2024              |
| 9                        | حلمٌ أم كابوس ؟                 | 11 يونيو 2024             |
| 10                       | انهض وحقق النصر التنين النبيل  | 18 يونيو 2024             |
| 11                       | التجديد الأكبر مهرجان الأساطير | 25 يونيو 2024             |
| 12                       | آسر وثائر ضد زاهر وأغيد        | 2 يوليو 2024              |
| 13                       | البطل الحقيقي                  | 9 يوليو 2024              |
| 14                       | سنقدم كل ما لدينا لتحقيق الفوز | 16 يوليو 2024             |
| 15                       | اهزم شهاب                      | 23 يوليو 2024             |
| 16                       | النهائي - شهاب ضد ثائر         | 30 يوليو 2024             |
| 17                       | روح النار - اللهيب الشامل      | 6 أغسطس 2024              |